# Прокунино (Перцевское муниципальное образование)
Проку́нино — упразднённая деревня в Грязовецком районе Вологодской области России.
В рамках организации местного самоуправления входила в состав Перцевского муниципального образования, в рамках административно-территориального устройства — в Перцевский сельсовет.
Расстояние по автодороге до районного центра Грязовца — 6 км, до центра муниципального образования Слободы — 16 км. Ближайшие населённые пункты — Дворец, Никола-Пенье, Останино.
По данным переписи в 2002 году постоянного населения не было.